# Megan Gerety
Megan C. Gerety (verheiratete Megan C. Moe; * 14. Oktober 1971 in Anchorage, Alaska) ist eine ehemalige US-amerikanische Skirennläuferin.

## Karriere
Gerety gab ihr internationales Renndebüt bei den Juniorenweltmeisterschaften 1990 in Zinal, wobei sie im Riesenslalom den 19. Platz belegte. Knapp ein Jahr später am 15. März 1991 gab sie ihr Weltcupdebüt bei der Abfahrt von Vail, wobei sie sich mit Rang 5 auf Anhieb in der Weltspitze platzieren konnte.
In den darauffolgenden Jahren gelangen Gerety immer wieder Topplatzierungen im Weltcup, jedoch sollte ihr nie der komplette Durchbruch gelingen.
Zweimal verpasste Gerety nur knapp eine Medaille bei Weltmeisterschaften. 1996 in der Sierra Nevada belegte sie den 5. Rang in der Abfahrt, 2001 fehlten ihr als 4. beim Super-G in St. Anton lediglich sieben Hundertstelsekunden auf die drittplatzierte Hilde Gerg.
Nach 2001 beendete Gerety schließlich ihre aktive Karriere als Skirennläuferin.

## Privates
Gerety ist seit 2003 mit dem ehemaligen Skirennläufer und Olympiasieger Tommy Moe verheiratet, mit dem sie zwei gemeinsame Kinder hat.

## Erfolge

### Olympische Winterspiele
- Lillehammer 1994: 20. Abfahrt, DNF Super-G

### Weltmeisterschaften
- Morioka 1993: 18. Abfahrt, 24. Super-G
- Sierra Nevada 1996: 5. Abfahrt, 17. Kombination, 21. Super-G
- Sestriere 1997: 25. Abfahrt, 30. Super-G
- Vail/Beaver Creek 1999: 8. Abfahrt, DNF Super-G
- St. Anton 2001: 4. Super-G, 17. Abfahrt

### Weltcup
- 5 Platzierungen unter den besten 5

### Juniorenweltmeisterschaften
- Zinal 1990: 19. Riesenslalom

### Nor-Am Cup
- Eine Platzierung unter den besten 5

### Europacup
- Eine Platzierung unter den besten 10

### Weitere Erfolge
- US-amerikanische Meisterin in der Abfahrt (1995)
- US-amerikanische Vizemeisterin in der Abfahrt (1996, 1997)
- US-amerikanische Vizemeisterin im Super-G (1996, 1997, 1999)
- Bronze bei den US-amerikanischen Meisterschaften in der Abfahrt (1999)
- 5 Siege bei FIS-Rennen